# Sic
Sic (IPA /'sik/) je latinska riječ koja znači time, pa, poput, ili na takav način. U pisanju se stavlja između uglatih zagrada i obično je u kurzivu – [sic] – kako bi ukazala na netočan ili neuobičajen pravopis, frazu, interpunkciju i/ili drugo naglašavajući da je citirani materijal dosljedno reproduciran iz originalnog citata i ne predstavlja transkripcijsku grešku ili zatipak, nego je namjerno tako napisan.